# Alfons Biedermann
Alfons Biedermann (* in München) ist ein deutscher Drehbuchautor und Regisseur.

## Leben
Biedermann arbeitete zunächst als Werbetexter. Er wurde vor allem durch seine Zusammenarbeiten mit Michael Herbig bekannt, so schrieb er an den Drehbüchern zu dessen Parodien Der Schuh des Manitu, (T)Raumschiff Surprise oder Lissi und der wilde Kaiser mit. 2010 begann er zunächst als Regisseur und Drehbuchautor die einmal jährlich erscheinende Fernsehserie Auf dem Nockherberg erfolgreich neu zu beleben. Im Oktober 2012 gab er diesen Posten jedoch wieder auf und trennte sich von der Paulaner Brauerei, auf deren Betriebsgelände auf dem Münchner Nockherberg die jährlichen Aufzeichnungen für die Sendung stattfinden.

## Filmografie (Auswahl)
Co-Drehbuchautor
- 1997: Bullyparade (Fernsehserie, mehrere Folgen)
- 2001: Der Schuh des Manitu
- 2004: (T)Raumschiff Surprise – Periode 1
- 2004–2006: Bully & Rick (Fernsehserie, 26 Folgen)
- 2007: Lissi und der wilde Kaiser
- 2009: Wickie und die starken Männer
- 2017: Bullyparade – Der Film

Regie und Drehbuch
- 2010–2012: Auf dem Nockherberg (Fernsehaufzeichnung; 3 Folgen[3])